# Väinö Muinonen
Viktor Muinonen, detto Väinö (Lappeenranta, 30 dicembre 1898 – Imatra, 10 giugno 1978), è stato un maratoneta finlandese, campione europeo della specialità a Parigi 1938.

## Palmarès
| Anno | Manifestazione | Sede   | Evento   | Risultato | Prestazione | Note |
| ---- | -------------- | ------ | -------- | --------- | ----------- | ---- |
| 1938 | Europei        | Parigi | Maratona | Oro       | 2h37'28"    |      |
| 1946 | Europei        | Oslo   | Maratona | Argento   | 2h26'08"    |      |

## Campionati nazionali
1937
- Oro ai campionati finlandesi di maratona - 2h35'44"

1940
- Oro ai campionati finlandesi di maratona - 2h40'53"

## Altre competizioni internazionali
1935
- 4º alla Maratona di Helsinki ( Helsinki) - 2h30'11"

1940
- Oro alla Maratona di Bologna ( Bologna) - 2h39'23"